# João Henrique Ulrich
João Henrique Ulrich ComNSC (Figueira da Foz, São Julião da Figueira da Foz, 4 de Maio de 1815 – 19 de Janeiro de 1885) foi um negociante de escravos, empresário comercial, diplomata, filantropo e político de grande notabilidade português.

## Família
Filho de José Henrique Ulrich, falecido no Porto a 8 de Janeiro de 1827, e de sua mulher Maria do Carmo Clementina Ribeiro, neto paterno de Johann Heinrich Ulrich ou João Henrique Ulrich, de origem Alemã, de Hamburgo, que, segundo uma relação da Igreja Evangélica Alemã, estava já estabelecido em Lisboa em 1804, e de sua mulher Custódia Rita do Sacramento, e neto materno de António José Duarte e de sua mulher Maria da Conceição Ribeiro de Magalhães. Foi irmão mais velho de: Maria Adelaide Ulrich (Porto, 5 de Maio de 1819 - ?); Maria Henriqueta Ulrich (Porto, 18 de Abril de 1821 - Lisboa), solteira e sem geração; António Maria Ulrich (Porto, 16 de Janeiro de 1823 - ?), gémeo com a seguinte; e Mariana Júlia Ulrich (Porto, 16 de Janeiro de 1823 - 24 de Março de 1887, gémea com o anterior.
João Henrique Ulrich provinha duma família ligada ao comércio bancário e à arquitectura, os Ulrich, família do Norte de Hamburgo, que se tinham estabelecido em Portugal em meados do século XVIII. Após o terramoto de 1755, a família cooperou activamente na reconstrução de Lisboa, a convite do Marquês de Pombal, prosseguindo os seus negócios no ramo financeiro.

## Biografia
Começou por ser aventureiro e degenerado, tornando-se depois agente no tráfico de escravos em África, enviado para negociar por Joaquim de Sousa Breves para intermediar as suas grandes negociações no litoral em seu nome e do de seu irmão José de Sousa Breves. Passou uma parte da sua vida adulta no Brasil, onde enriqueceu e foi Adido Honorário à Legação Real de Portugal na Corte do Rio de Janeiro, tendo regressado a Portugal, em data desconhecida, para se dedicar à vida comercial e financeira do seu país de origem.
Fez parte da Companhia que arrematou o último Monopólio dos Tabacos, por um semestre, em 1864, sendo um dos seus cinco Fundadores e Caixas-Gerais. A partir de 1866, e agora já sob o regime da liberdade para o sector dos tabacos, fez parte da Direcção da Companhia Nacional de Tabacos em Xabregas, a maior e mais poderosa do País, que rapidamente iria ocupar uma posição dominante no sector. Foi, também, Presidente da Assembleia Geral da Companhia de Minas de Santa Eufémia e, em 1884, pertenceu ao Conselho Fiscal do Banco de Portugal.
Foi feito Fidalgo Cavaleiro da Casa Real, Comendador da Real Ordem Militar de Nossa Senhora da Conceição de Vila Viçosa, Cavaleiro da Imperial Ordem da Rosa do Brasil e Fidalgo de Cota de Armas de Mercê Nova por Alvará de 12 de Fevereiro e Carta de 14 de Março de 1867, registado no Cartório da Nobreza, Liv. IX, fl. 103v: escudo partido em pala, a 1.ª em campo vermelho um Caduceu de ouro, com bordadura de ouro com seis flores-de-lis de azul, e a 2.ª em campo azul a figura da Beneficência, tendo na mão esquerda três botões de dormideira e em chefe o Sol, tudo de ouro; elmo: de prata, aberto e guarnecido de ouro; paquife: dos metais e cores das armas; timbre: um Caduceu de ouro.
Eleito Deputado pelo Círculo Eleitoral da Figueira da Foz em Setembro de 1870, para a Legislatura de 1870-1871, de que prestou juramento a 25 de Outubro de 1870, integrou as Comissões Parlamentares da Fazenda em 1870 e do Comércio e Artes igualmente em 1870. Apresentou o Projecto de Lei que autorizava o Governo a conceder à empresa construtora do Teatro Figueirense uma área de 860 metros quadrados nos terrenos conquistados ao Rio Mondego, e subscreveu o que autorizava o Governo a decretar a expropriação, por zonas, das propriedades que as Câmaras Municipais precisassem para execução de melhoramentos aprovados pela Junta Consultiva das Obras Públicas, em 1871. Foi Relator do Parecer da Comissão Administrativa sobre as contas de gerência da Junta Administrativa da Câmara, em 1871. Participou em Comissões a 4 e 14 de Novembro de 1870 e teve intervenções a 10, 12, 16, 23 e 31 de Maio e a 1 e 3 de Junho de 1871.
Encontra-se colaboração da sua autoria em A Semana de Lisboa (1893-1895).

## Casamento e descendência
Casou em 1847 com Maria Luísa Marques de Sá (Rio de Janeiro, 11 de Outubro de 1824 - Lisboa, 31 de Agosto de 1891), filha de José Marques de Sá (Vila Nova de Famalicão, Louro, 18 de Abril de 1790 - Brasil), Capitão, e de sua mulher Maria Inês da Cunha Barbosa (Rio de Janeiro, 25 de Maio de 1798 - ?), e neta materna de José da Cunha Barbosa (Lisboa, Anjos, c. 1734 - ?) e de sua mulher Arcângela Joaquina da Silva (Magé, 15 de Setembro de 1760 - 1 de Setembro de 1836). Foram pais de:
- João Henrique Ulrich, Jr.[1][2][3] (Rio de Janeiro, 22 de Novembro de 1851[16] – Lisboa, 19 de Janeiro[17] de 1895), que sucedeu a seu pai nos negócios e teve certa fama literária[3]
- José Henrique Ulrich (Brasil - ?), solteiro e sem geração
- Maria do Carmo Ulrich (Brasil - ?), solteira e sem geração
- Maria Amélia Ulrich[3] (Brasil, 31 de Julho de 1854 - ?), casada com Henrique da Maia Cardoso, duma família de capitalistas lisboetas e Director da Companhia Carris de Ferro de Lisboa,[3] do qual teve um filho:
  - Eduardo Ulrich da Maia Cardoso (13 de Janeiro de 1874 - ?)